# Municipio de Bryan (condado de Stone)
El municipio de Bryan (en inglés: Bryan Township) es un municipio ubicado en el condado de Stone en el estado estadounidense de Arkansas. En el año 2010 tenía una población de 324 habitantes y una densidad poblacional de 5,75 personas por km².

## Geografía
El municipio de Bryan se encuentra ubicado en las coordenadas 35°46′13″N 92°4′12″O / 35.77028, -92.07000. Según la Oficina del Censo de los Estados Unidos, el municipio tiene una superficie total de 56.31 km², de la cual 56,31 km² corresponden a tierra firme y (0 %) 0 km² es agua.

## Demografía
Según el censo de 2010, había 324 personas residiendo en el municipio de Bryan. La densidad de población era de 5,75 hab./km². De los 324 habitantes, el municipio de Bryan estaba compuesto por el 94,75 % blancos, el 0,93 % eran amerindios, el 0,62 % eran de otras razas y el 3,7 % eran de una mezcla de razas. Del total de la población el 2,16 % eran hispanos o latinos de cualquier raza.